# Gemla
Gemla – miejscowość (tätort) w południowej Szwecji, w regionie administracyjnym (län) Kronoberg (gmina Växjö).
Miejscowość jest położona w południowej części prowincji historycznej (landskap) Smalandia nad rzeką Helge å, ok. 10 km na zachód od centrum Växjö w kierunku Alvesty przy linii kolejowej Kust till kust-banan.
W 2010 Gemla liczyła 1342 mieszkańców.

## Osoby związane z miejscowością
- Gustav Larsson, kolarz szosowy i górski, medalista olimpijski